# San Ysidro
San Ysidro é uma vila localizada no estado americano de Novo México, no Condado de Sandoval.

## Demografia
Segundo o censo americano de 2000, a sua população era de 238 habitantes.
Em 2006, foi estimada uma população de 256, um aumento de 18 (7.6%).

## Geografia
De acordo com o United States Census Bureau tem uma área de
6,1 km², dos quais 6,1 km² cobertos por terra e 0,0 km² cobertos por água. San Ysidro localiza-se a aproximadamente 1666 m acima do nível do mar.

## Localidades na vizinhança
O diagrama seguinte representa as localidades num raio de 32 km ao redor de San Ysidro.